# Paradoxa del mentider
La paradoxa del mentider  és en realitat un conjunt de paradoxes relacionades. L'exemple més simple d'aquesta sorgeix en considerar l'oració: «Aquesta oració és falsa". Donat el principi del tercer exclòs, aquesta oració ha de ser vertadera o falsa. Si suposem que és veritable, llavors tot el que l'oració afirma és el cas. Però l'oració afirma que ella mateixa és falsa, i això contradiu la nostra suposició original que és veritable. Suposem, doncs, que l'oració és falsa. Després, el que afirma ha de ser fals. Però això significa que és fals que ella mateixa sigui falsa, la qual cosa torna a contradir la nostra suposició anterior. D'aquesta manera, no és possible assignar un valor de veritat a l'oració sense contradir-la.
A través dels segles, l'interès per resoldre aquesta paradoxa i les seves variants ha impulsat una enorme quantitat de treball en semàntica, lògica i filosofia en general.

## Comentari
Aquesta paradoxa mostra que és possible construir oracions perfectament correctes segons les regles gramaticals i semàntiques, però que poden no tenir un valor de veritat segons la lògica tradicional.
Considerem una de les formes més simples d'aquesta paradoxa: "Aquesta oració és falsa":
- Si suposem que aquesta afirmació és vertadera, llavors el que diu és veritable. Ja que l'oració afirma que és falsa, llavors ha de ser falsa. Per tant, si suposem que és veritable, arribem a una contradicció.
- Si suposem que l'oració és falsa, llavors el que diu ha de ser fals. Ja que afirma que l'oració és falsa, llavors la frase ha de ser veritable. De nou, si suposem que és falsa, arribem una contradicció.

## La primera versió coneguda
La versió més antiga de la paradoxa del mentider s'atribueix al filòsof grec Eubúlides de Milet, de l'escola megàrica, que va viure al segle iv aC. Suposadament Eubúlides va dir:
| Un home afirma que està mentint. El que diu és vertader o fals? |

## Una versió doble
És possible construir aquesta paradoxa de manera que una afirmació no es refereixi directament al seu propi valor de veritat. Hi ha d'aquesta manera diverses versions equivalents:
- La més simple: "L'oració posterior és certa" i "L'oració anterior és falsa".
- Una targeta, en una de les cares apareix: "El que està escrit en l'altra cara és cert" i en l'altra: "El que està escrit en l'altra cara és fals".
- Un llibre, que en la pàgina 23 té escrit: "El que està escrit a la pàgina 24 és cert" i en la pàgina 24: "El que està escrit a la pàgina 23 és fals".

En realitat, es tracta d'una qüestió d'autoreferència. Exemple clàssic és el del llibre que en la nota final afirma "tot el que està escrit en aquest llibre és fals". La qual cosa deixa oberta la possibilitat que aquella última afirmació també ho sigui, i en aquest cas la resta seria vertader o, per contra, si aquella afirmació fos veritable, la resta del llibre seria fals. Però com l'última afirmació es troba dins del mateix llibre, la interpretació sobre el seu abast deixa a la veracitat del llibre lliurada cap a l'infinit. Així, només és possible sortir del circuit de l'autoreferència prenent com a punt de partida un punt de vista apartat de l'objecte que es valori.

## Paradoxes derivades
- Paradoxa de Epimènides: una paradoxa que aparenta ser una versió de la paradoxa del mentider, però que realment no ho és.
- Paradoxa del penjat